# Berre-l’Étang
Berre-l’Étang település Franciaországban, Bouches-du-Rhône megyében. Lakosainak száma 13 941 fő (2022. január 1.). Berre-l’Étang La Fare-les-Oliviers, Lançon-Provence, Rognac, Saint-Chamas, Velaux, Châteauneuf-les-Martigues, Istres, Marignane, Martigues, Miramas, Saint-Mitre-les-Remparts és Vitrolles községekkel határos.

## Népesség
A település népességének változása:
| Lakosok száma | 11 588 | 12 562 | 12 672 | 13 953 | 13 937 | 13 477 | 13 472 | 13 660 | 13 834 | 13 941 |
|               | 1968   | 1982   | 1990   | 2006   | 2013   | 2015   | 2017   | 2019   | 2020   | 2022   |

## Híres szülöttjei
- Albert Emon (1953–) válogatott labdarúgó, edző